# Dekanat Schwarzwald-Baar
Das Dekanat Schwarzwald-Baar ist ein Dekanat im Erzbistum Freiburg.

## Geschichte
Mit der Dekanatsreform zum 1. Januar 2008 entstand das Dekanat Schwarzwald-Baar als eines von 26 Dekanaten der römisch-katholischen Erzdiözese Freiburg. Sitz des Dekanats Schwarzwald-Baar ist Villingen. Das Dekanat bildet zusammen mit den Dekanaten Freiburg, Neustadt, Endingen-Waldkirch und Breisach-Neuenburg die Region Breisgau/Schwarzwald/Baar des Erzbistums Freiburg.
Von ursprünglich 20 Seelsorgeeinheiten im Dekanat Schwarzwald-Baar verringerte sich deren Anzahl durch Zusammenlegungen bis zum 1. Januar 2015 auf elf.

## Gliederung

### Seelsorgeeinheiten
Das Dekanat Schwarzwald-Baar gliedert sich in die folgenden elf Seelsorgeeinheiten:
| Seelsorgeeinheiten              | zugehörige Pfarreien und Filialen |
| ------------------------------- | --- |
| SE An der Eschach               | St. Martin (Neuhausen), Heilig Geist (Mönchweiler), St. Hilarius (Weilersbach), Peter und Paul (Königsfeld), St. Ulrich (Obereschach), St. Otmar (Kappel), St. Mauritius (Fischbach), St. Cäcilia (Dauchingen), St. Katharina und St. Mauritius (Niedereschach) |
| SE Bad Dürrheim                 | St. Johann (Bad Dürrheim), St. Peter und Paul (Hochemmingen), St. Mauritius (Sunthausen), St. Gallus (Unterbaldingen) |
| SE Blumberg                     | St. Andreas (Blumberg), St. Genesius (Riedböhringen), St. Martin (Riedöschingen), St. Vitus (Fützen), St. Martin (Hondingen), St. Nikolaus (Achdorf), St. Cyriak (Kommingen), St. Gallus (Epfenhofen) |
| SE Bregtal                      | Furtwangen, Gütenbach, St. Andreas (Furtwangen-Neukirch), Schönenbach, Rohrbach, St. Martin (Vöhrenbach), Hammereisenbach, Allerheiligen (Vöhrenbach-Urach) Weitere Kirchen und Kapellen: Martinskapelle (Furtwangen) |
| SE Donaueschingen               | St. Marien (Donaueschingen), St. Johann (Donaueschingen), St. Sebastianskapelle (Donaueschingen), St. Andreas (Neudingen), St. Blasius (Aasen), St. Hilarius (Heidenhofen), St. Johannes der Täufer (Pfohren), St. Kilian (Wolterdingen), St. Mauritius (Grüningen), St. Sebastian (Hubertshofen)                                                                              |
| SE Auf der Baar                 | Unsere liebe Frau vom Berge Karmel (Bräunlingen) mit den Filialgemeinden St. Antonius (Bruggen), St. Anna (Unterbränd) und St. Blasius (Waldhausen), St. Verena und Gallus (Hüfingen), St. Mauritius (Döggingen), St. Georg (Mundelfingen), St. Peter und Paul (Hausen vor Wald) mit der Filialgemeinde St. Georg (Behla), St. Maria (Fürstenberg), St. Silvester (Sumpfohren) |
| SE Kirchtal-Donau               | St. Konrad (Gutmadingen), St. Marien (Kirchen-Hausen), St. Michael (Leipferdingen), St. Nikolaus (Aulfingen), St. Nikolaus (Geisingen) |
| SE St. Georgen-Tennenbronn      | St. Georg (St. Georgen im Schwarzwald), St. Johann Baptist (Tennenbronn) |
| SE Triberg Maria in der Tanne   | Wallfahrtskirche Maria in der Tanne (Triberg), St. Clemens (Triberg), St. Urban (Schonach im Schwarzwald), St. Antonius (Schönwald), St. Sebastian (Nußbach), St. Josef (Gremmelsbach) Weitere Kirchen und Kapellen: Gutenkapelle (Schönwald), Hubertuskapelle (Schönwald) |
| SE Villingen                    | Münster Unserer Lieben Frau (Villingen), Heilig Kreuz (Villingen), St. Bruder Klaus (Villingen), St. Konrad (Villingen) und St. Fidelis (Villingen) mit der Filialgemeinde St. Konrad (Rietheim) Weitere Kirchen und Kapellen: Benediktinerkirche (Villingen) |
| SE Zwischen Brigach und Kirnach | St. Martin (Brigachtal) mit der Filiale Marbach, St. Jakobus (Unterkirnach), Hl. Dreifaltigkeit (Pfaffenweiler), St. Gallus (Tannheim) |

### Demographische und sozialräumliche Struktur
Das Dekanat umfasst geografisch den Schwarzwald-Baar-Kreis mit Ausnahme der württembergischen Gemeinden. Daneben gehören die katholischen Kirchengemeinden in Tennenbronn und Geisingen zum Dekanat. Das landschaftlich geprägte Dekanat befindet sich im östlichen Schwarzwald. Die Baarhochmulde und die europäische Wasserscheide mit den Flüssen Donau und Neckar prägen das Landschaftsbild. In der Region befinden sich auch die beiden Quellflüsse „Brigach und Breg“, welche nach einem bekannten Merkspruch die „die Donau zuweg“ bringen. Die Flüsse und Landschaftsnamen finden sich auch in den Namen einzelner Seelsorgeeinheiten des Dekanats wieder.